# بيناريايلا (أديامان)
بيناريايلا (بالكردية: Artan‏) (بالتركية: Pınaryayla)‏ هي قرية كرديّة تتبع إداريّاً لمديرية أديامان في محافظة أديامان التركية الواقعة في جنوب شرق الأناضول. وبلغ عدد سكانها 703 نسمة في عام 2021.